# Tren de plăcere
Tren de plăcere este o schiță de Ion Luca Caragiale. A fost publicată în volumul „Momente și schițe”.